# 중립 모레스네
중립 모레스네(프랑스어: Moresnet Neutre 모레네 뇌트르[*] [mɔ.ʁɛ.nɛ  nøtʁ], 독일어: Neutral-Moresnet 노이트랄 모레스네트[*] [nɔɪ̯ˈtʁaːl ˈmɔʁəsnɛt], 네덜란드어: Neutraal Moresnet 뇌트랄 모레스넛[*])는 1816년부터 1920년까지 유럽에 존재한 3.5km2 크기의 작은 땅으로, 두 이웃 나라 사이에서 소유권에 대한 협정이 이루어지지 않아서 중립 지역으로 따로 떼어 만들어진 것이다. 독일 아헨에서 남서쪽으로 7km 정도 떨어진 곳에 위치하고 있었으며, 독일-벨기에-네덜란드 세 나라의 국경이 맞닿아 있는 발서르베르흐의 바로 남쪽에 있었다.

## 설립
1815년 빈 회의가 이루어지는 동안 유럽의 지도는 새로운 정치적인 힘의 균형에 따라 다시 그려졌다. 네덜란드와 프로이센 사이의 국경을 다시 정하는 동안 서로는 예전의 국경을 유지시키는 데에 거의 동의했으나 모레스네 지방에서 문제가 생겼다. 모레스네와 노이모레스네(Neu-Moresnet) 지방에서 질좋은 아연 광산인 비에유 몽타뉴(프랑스어: Vieille Montagne, 독일어: Altenberg 알텐베르크[*])가 발견되었기 때문이다. 두 나라는 서로 그 자원을 가지려고 했고 결국 1816년에 절충안이 체결되었다. 그 결과 모레스네 지방은 네덜란드가, 노이모레스네는 프로이센이 갖고, 광산과 켈미스(독일어: Kelmis, 프랑스어: La Calamine 라 칼라민[*])지방은 두 나라가 합동 정부를 세워서 당분간 중립 지역으로 만들게 되었다.
이 새로운 땅은 삼각형처럼 생겼다. 밑변은 아헨에서 리에주로 가는 길이고, 광산은 그 길 바로 북쪽에 있다. 북쪽으로 뻗은 나머지 두 선은 발서르베르흐에서 만난다.
1830년 벨기에가 네덜란드로부터 독립하게 되면서 모레스네 공동정부에서 네덜란드가 맡았던 부분을 벨기에가 맡게 되었지만, 네덜란드는 공식적으로 모레스네를 포기하지 않았다.
처음에는 이웃 두 개의 나라에서 한 명씩 온 의원들이 다스렸던 모레스네는 의원이 지명한 시장과 10명 정원의 의회가 생기면서 독립적인 성격을 띠게 되었다.
대부분의 모레스네 사람들은 아연 광산에서 일했다. 이웃나라에서도 일하기 위해 이주해 온 사람들이 있었지만 모레스네의 총 인구는 3000명을 넘지 못했다. 중립 지구는 많은 장점이 있었는데, 세금이 낮고 수입품에 대한 관세가 없어서 물건의 가격이 주변 나라들보다 쌌다. 우편과 같은 공공 서비스는 벨기에·프로이센과 공유했는데, 이는 지금의 안도라와 비슷한 방식이다. 초기의 ‘중립’ 주민들은 어느 나라의 법률과 병역을 따를 것인지를 선택할 수 있었다. 이는 한편으로 모레스네가 자체적인 군대를 가질 수 없었다는 뜻이기도 했다.

## 소멸
1885년 광산이 고갈되고 나서 모레스네의 존속에 관한 의문이 제기됐다. 모레스네를 더 독립적으로 만들기 위한 아이디어가 제기되었는데, 그 중에는 카지노와 독자적인 우편 서비스가 있었다. 독일계 의사, 우표수집가, 에스페란티스토였던 빌헬름 몰리(1838년 ~ 1919년)는 모레스네를 세계 최초로 에스페란토를 공식 언어로 쓰는 곳으로 만들려고 했는데, 이름을 아미케요(Amikejo, ‘친구의 땅’)라고 제안했고, 역시 같은 제목의 에스페란토 행진곡을 국가로 제안했다. 하지만 어떤 제안도 받아들여지지 않았다.
벨기에와 프로이센은 70여 년 전처럼 서로의 주장을 굽히지 않았다. 1900년 프로이센은 더 공격적인 자세를 보였고 모레스네의 행정을 방해하기도 했다. 1914년 제1차 세계 대전 때 독일은 벨기에를 침범했고 1915년에 모레스네를 합병했다. 모레스네는 더 이상 중립이 아니게 되었다.
1919년 전쟁을 끝내면서 맺은 베르사유 조약에 의해 벨기에로 편입되면서 한 세기 넘게 이루어졌던 모레스네의 ‘한시적인 중립’은 매듭지어졌다. 독일은 제2차 세계 대전 때 그 지역을 다시 합병했지만, 1944년에 다시 벨기에에 돌려주게 되었다. 지금은 동부 벨기에 켈미스의 일부이다.

## 사진

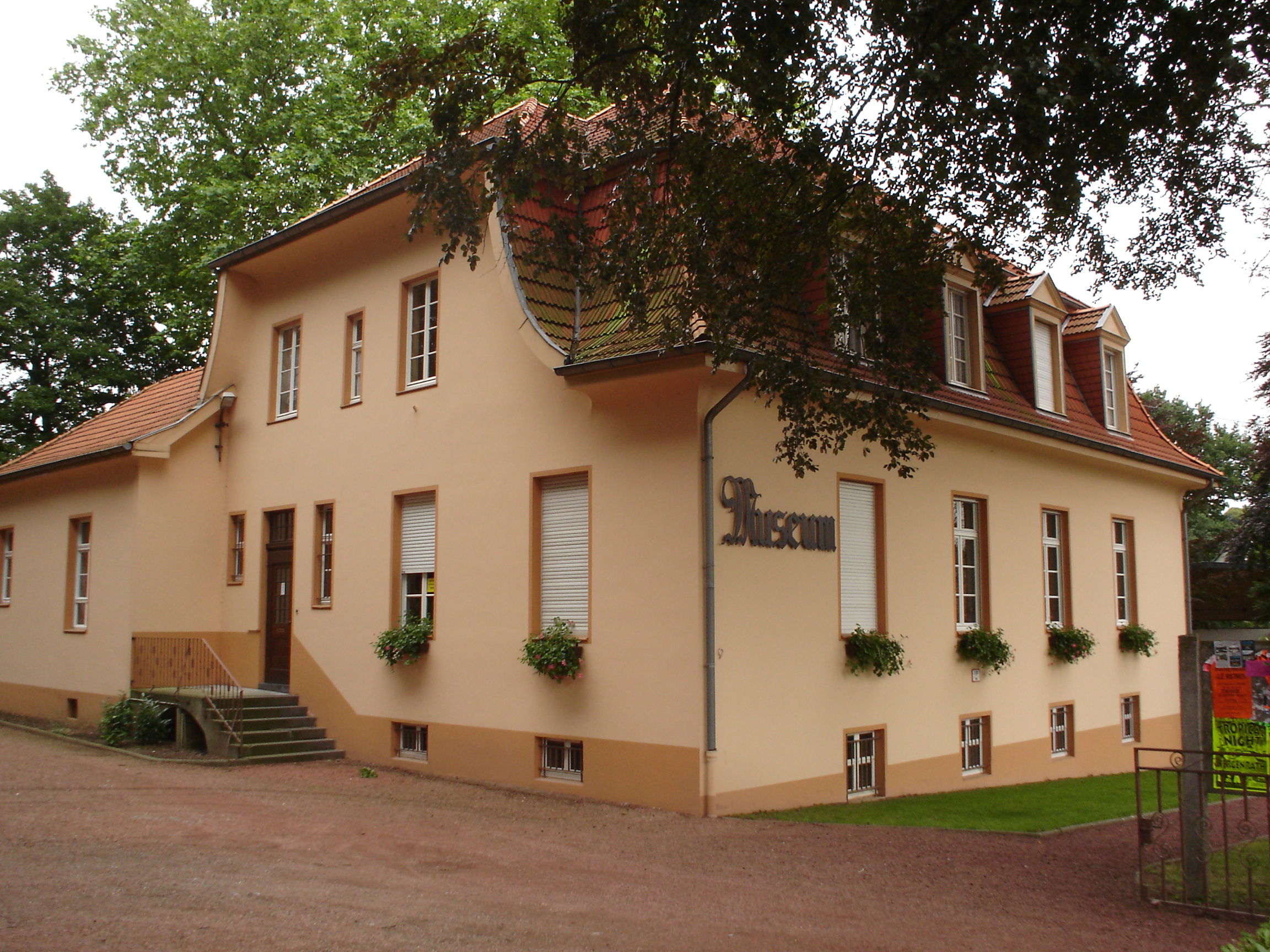
노이모레스네에 있는, 중립 모레스네에 관한 박물관.
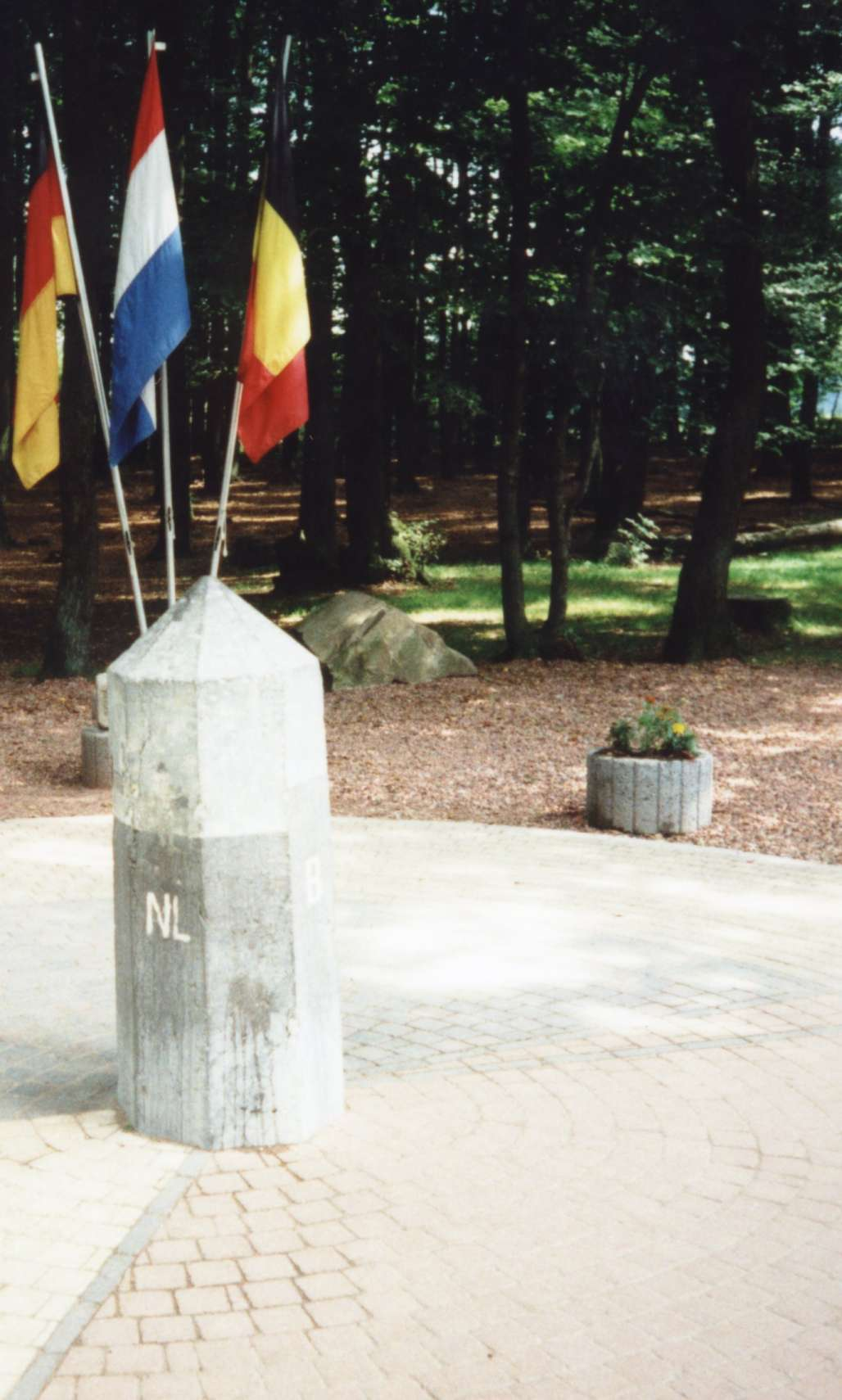
발서르베르흐에 있는, 네덜란드 · 독일 · 벨기에 국경이 맞닿은 지점. 이 곳이 모레스네의 최북단 꼭짓점이었다.